# Religione in Albania

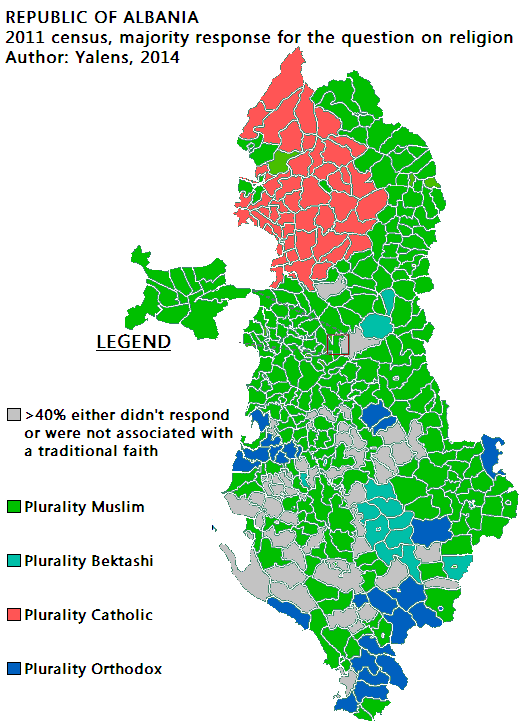
Verde e turchese: Musulmani
Blu e rosso: Cristiani

Le principali religioni in Albania sono l'islam e il cristianesimo. I musulmani rappresentano la maggioranza della popolazione albanese e sono in prevalenza tradizionalmente sunniti, mentre una minoranza si identifica nella confraternita bektashi. La minoranza cristiana è divisa tra cattolici e ortodossi.
A partire dal XX secolo il nazionalismo albanese adottò un'identità fortemente laica. L'odierno ambiente religioso in Albania è stato profondamente influenzato dalla secolarizzazione forzata implementata dal regime di Enver Hoxha attraverso l'ateismo di stato. Nel XXI secolo la gran parte degli albanesi, pur conservando l'identificazione con la propria religione, non è praticante.

## Storia

### Antichità

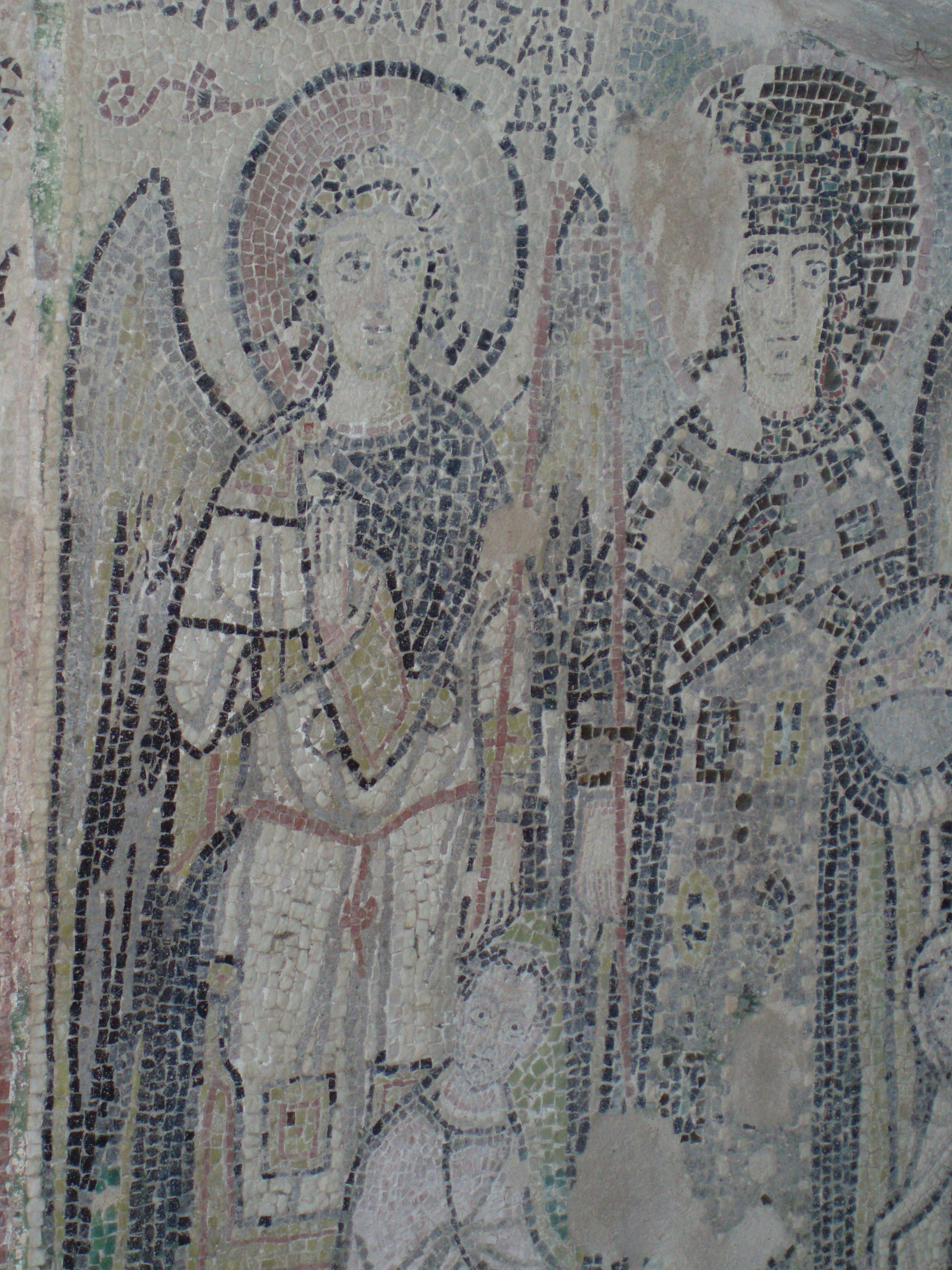
Un antico mosaico bizantino a Durazzo

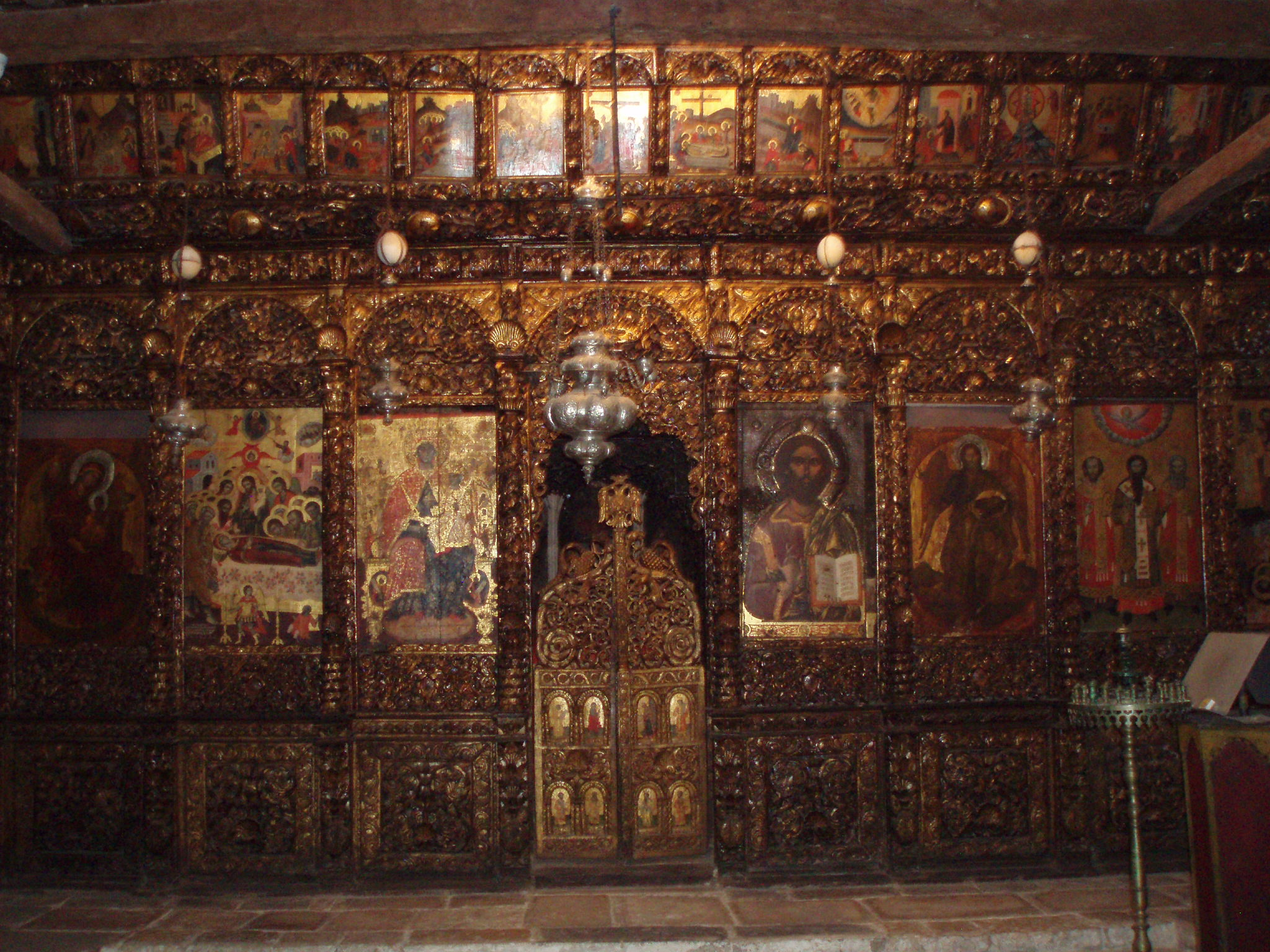
Iconostasi bizantina a Berat

Gli antichi abitanti della regione albanese, gli Illiri, erano pagani e praticavano il culto del Sole e del Serpente. Anche se la storia ci ha raccontato poco di questo popolo, avevano dei riti pagani.
Riguardo alle loro divinità sono rimaste delle leggende nel folklore albanese, tra cui la storia di uomini giganti e forti, di ragazze belle che rubano il cuore degli eroi, di draghi con sette teste, di fanciulle che danzano di notte vicino ai laghi e rapiscono bambini, di demoni e streghe.
Le loro feste erano legate alla natura; in particolare si svolgevano durante il cambio delle stagioni, in corrispondenza dei solstizi e degli equinozi. Il 14 marzo era il giorno dedicato al Sole, visto che questo era il giorno che segnava l'inizio della primavera presso le tribù illiriche.
Il Cristianesimo si diffuse nelle terre illiriche durante il I secolo d.C. San Paolo scrisse di aver predicato anche nelle province romane dell'Illiria e le Sacre Scritture narrano di una sua visita a Durazzo: l'apostolo conobbe l'Albania grazie ai suoi viaggi via terra dalla Giudea a Roma, durante i quali ci si imbarcava a Durazzo per raggiungere la penisola Italiana.
L'opera di cristianizzazione fu portata avanti, in seguito, anche dai missionari cristiani attraverso l'antica Via Egnatia e il territorio dell'antica Illiria, dove si fondano le prime comunità e chiese cristiane illiriche. Secondo recenti scoperte archeologiche come le sinagoghe ebraiche nelle città di Saranda e Valona, in alcune città costiere del territorio dell'Albania in quei tempi sorsero anche alcune piccole comunità ebraiche.
Le comunità cristiane rimasero legate alla Chiesa cattolica grazie alla presenza di capi spirituali italiani e albanesi e alla volontà dei principi dei clan Arianiti, Kastrioti, Balshaj, Topiaj, Gjon Markaj, Dukagjini, Muzakaj.

### Medioevo
In seguito alla divisione dell'Impero Romano in Impero d'Oriente e d'Occidente nel 395, il territorio oggi noto come Albania venne posto sotto la giurisdizione dall'Impero Romano d'Oriente, ma in termini ecclesiastici rimase dipendente da Roma. Solo nel 732 l'imperatore bizantino, Leone l'Isaurico, assoggettò l'area al patriarcato di Costantinopoli. Per secoli l'Albania divenne arena di lotte ecclesiastiche fra Roma e Costantinopoli.
Nel 1054, con lo scisma d'Oriente, anche nella regione si riprodusse la divisione tra cattolici e ortodossi di rito bizantino. Rimasero fedeli alla Chiesa cattolica albanese molti degli albanesi gheghi che vivevano a nord del fiume Shkumbini (area comprendente l'odierna Durazzo-Apollonia-Elbasan fino a Coriza e l'area di Scutari, la pianura compresa fra il Mare Adriatico e il lago di Scutari), mentre gli albanesi toschi che vivevano fra le regioni montuose del sud-est e le regioni sudoccidentali a sud del fiume Shkumbini aderirono alla Chiesa ortodossa albanese di rito bizantino.
Fu soprattutto dopo il XIII secolo, nel periodo dell'Impero latino (1204-1474) che il cattolicesimo si affermò nell'Albania settentrionale, dove ancora oggi è concentrato in prevalenza.

### Periodo ottomano (1478-1912)

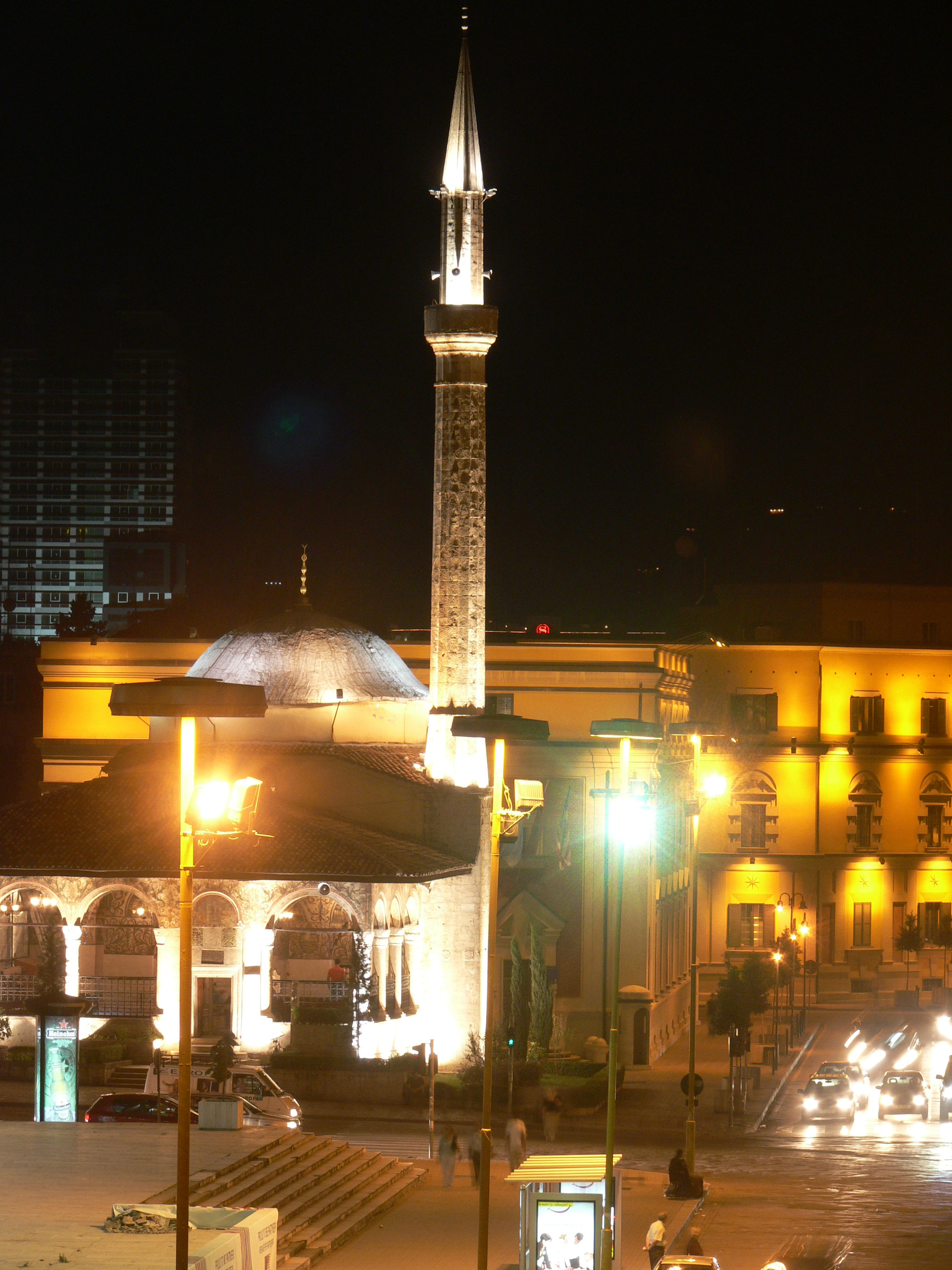
Moschea turco-ottomana di Et'hem Bey a Tirana

Nel 1478 il territorio del Principato dell'Albania entrò a far parte dell'Impero ottomano col nome di Arnawutluq. Sotto la dominazione ottomana, per oltre quattro secoli, l'Islam divenne la religione della maggioranza della popolazione, mentre il Cristianesimo, sia ortodosso sia cattolico, era praticato in misura minore.
Nel nord l'Islam si diffuse più lentamente a causa della resistenza della Chiesa cattolica e del terreno montuoso, fattori che contribuirono a limitare l'influenza musulmana. Nel centro e nel sud, invece, alla fine del XVII secolo la popolazione urbana si era in massima parte convertita alla religione dell'élite musulmana albanese. Proprio la creazione di una classe dirigente musulmana di etnia albanese che era in grado di giocare un ruolo importante nella vita politica ed economica dell'Impero ottomano spinse molti albanesi a convertirsi. Tuttavia, bisogna ricordare che l'autorità turca spingeva alla conversione sia con una forte tassazione sulle proprietà delle famiglie albanesi non musulmane, sia con la minaccia di arruolare i loro figli nelle campagne militari. In molti dunque accettarono una conversione quasi imposta.
I musulmani albanesi erano divisi in due comunità, i sunniti e i sufi bektashi, i primi storicamente residenti nelle città, i secondi nelle montagne.
Per quanto riguarda la Chiesa ortodossa albanese, durante questo periodo essa fu soggetta al Patriarcato di Costantinopoli; tutte le funzioni religiose e le attività culturali di questa comunità religiosa si svolgevano in greco. Inoltre, per sfuggire all'islamizzazione e conservare la loro identità religiosa, alcuni preferirono diventare criptocristiani. Ovvero, essi usavano nomi musulmani e si comportavano, nella loro vita sociale, come tali. Tuttavia, segretamente in famiglia mantenevano le tradizioni ortodosse. Tale fenomeno durò dalla fine del Seicento al tardo Ottocento.

### Regno d'Albania
Al momento dell'indipendenza nel 1912, la lunga occupazione ottomana aveva reso la nazione un Paese a prevalenza musulmana (intorno al 70%), l'unico Stato islamico in Europa. Durante il Regno d'Albania (1928-1939), la religione fu sottoposta al controllo dello Stato. La Costituzione del 1928, all'articolo 5 afferma che "non c'è alcuna religione ufficiale. Tutte le religioni e le fedi sono rispettate; la libertà di culto e il libero esercizio della sua pratica esteriore sono garantiti".
Nel 1923, il Congresso Musulmano Albanese decise di rompere ogni relazione con il Califfato, stabilì una nuova forma di preghiera (in piedi anziché con il tradizionale rito salah), bandì la poligamia ed abolì l'uso del velo (hijab) per le donne.
La Chiesa Ortodossa Albanese, invece, si dichiarò autocefala nel 1922 durante il Sinodo di Berat. Tale dichiarazione fu riconosciuta dallo Stato albanese. Nel 1929 fu costituito il Santo Sinodo. Tuttavia, l'accettazione dell'autocefalia da parte del Patriarcato di Costantinopoli avvenne soltanto nel 1937.
Statistiche risalenti agli anni trenta indicano una popolazione circa al 70% musulmana (sunnita e bekstashi), con un 20% di ortodossi e un 10% di cattolici.
In questo periodo tra l'indipendenza e l'avvento del comunismo, la classe dirigente albanese era musulmana, ma essa non interferì con la libertà religiosa del Paese.

### Repubblica Popolare d'Albania
Dopo la Seconda guerra mondiale, il controllo del Paese cadde nelle mani del governo comunista, che combatté duramente le varie comunità religiose.
La Riforma Agraria del 1945 nazionalizzò la maggior parte delle proprietà degli istituti religiosi; molti religiosi e fedeli furono processati, torturati e giustiziati. L'11 gennaio 1946 l'Atto di Proclamazione della Repubblica popolare albanese sanciva la separazione fra Stato a Chiesa. Sempre nello stesso anno, sacerdoti, frati e suore di fede cattolica e di nazionalità straniera furono espulsi.
Questo era solo l'inizio della guerra alla religione voluta da Enver Hoxha. Nel gennaio 1949, quasi tre anni dopo l'adozione della prima Costituzione comunista che garantiva la libertà di culto, una legge stabilì che le comunità religiose dovessero ricevere l'approvazione dello Stato, che dovessero essere conformi alle leggi dello Stato e ad i buoni costumi e che tutte le nomine e i regolamenti dovessero essere sottoposte all'approvazione dello Stato; persino le lettere pastorali e le omelie. Alle istituzioni religiose fu proibito di occuparsi dell'istruzione, di opere filantropiche e degli ospedali.
Nel 1967 l'Albania si dichiarò il primo Stato ateo al mondo e tale affermazione fu riportata nella Costituzione del 1976. Infatti, nell'articolo riguardante la religione si leggeva: «Lo Stato non riconosce alcuna religione e appoggia e svolge la propaganda ateista al fine di radicare negli uomini la concezione materialistico-scientifica del mondo» .
Inoltre, il codice penale del 1977 stabilì pene dai 3 ai 10 anni per «propaganda religiosa e produzione, distribuzione e conservazione di letteratura religiosa».
Molte chiese e moschee furono rase al suolo, altre invece furono chiuse o divennero proprietà dello Stato, che le destinò ad usi civili, come centri culturali o persino magazzini industriali. Inoltre, le nuove generazioni furono educate nell'ateismo. Infine, furono cambiati i nomi delle città e dei luoghi legati in qualche modo alla religione ed anche i nomi di albanesi cristiani che non erano conformi agli «standard politici, ideologici o morali dello Stato».
Dopo la presa del potere nel 1944, il regime comunista non compì alcun censimento sull'affiliazione religiosa della popolazione. Una stima effettuata alla fine della Seconda guerra mondiale registra, su una popolazione all'epoca di 1.180.500 persone, 826.000 musulmani (70%), 212.500 ortodossi albanesi (18%) e 142.000 cattolici (12%). I musulmani erano divisi in sunniti (600.000) e Bektashi (226.000).
Solo negli anni ottanta, la dura campagna antireligiosa si allentò. Il successore di Hoxha, Ramiz Alia, adottò una posizione relativamente più tollerante e definì la religione una «questione privata e familiare». Nel 1988 fu permesso ai religiosi emigrati di tornare in Albania e di officiare le funzioni religiose.
Come ultimo atto, nel dicembre 1990 la libertà di culto fu ufficialmente ripristinata.

### La religione dopo la caduta del comunismo

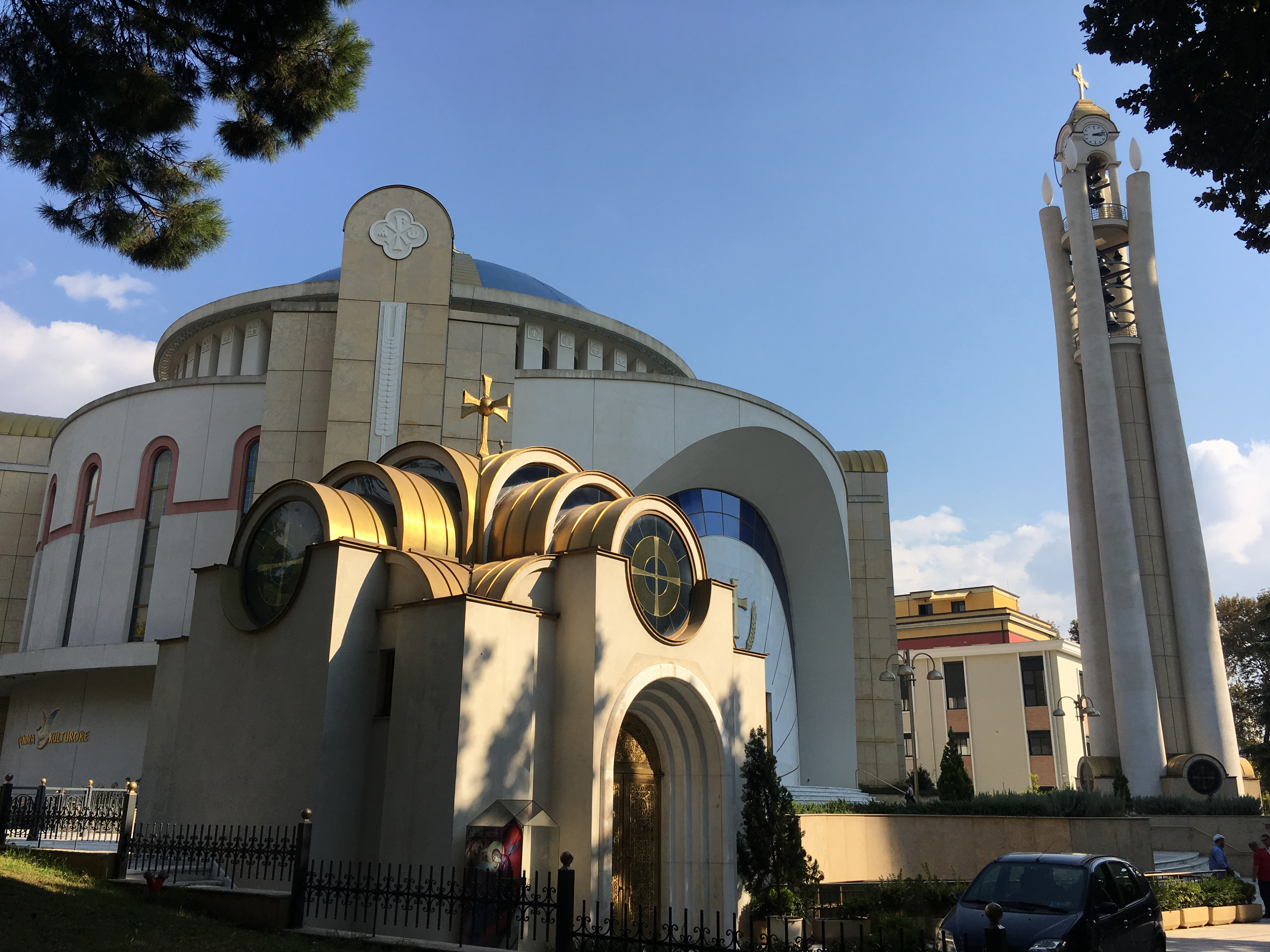
La Cattedrale ortodossa Ngjallja e Krishtit di Tirana, simbolo della resurrezione della Chiesa in Albania

Quando lo stato albanese concesse la libertà di culto, l'Albania divenne la meta di molti missionari e gruppi religiosi venuti da Stati Uniti, Italia, Regno Unito, Arabia Saudita. Oltre ai pionieri Baha'i, diversi missionari cattolici, ortodossi, protestanti (evangelici e battisti in particolare) e islamici, giunsero nel Paese balcanico anche alcune sette religiose, tra cui i Mormoni, gli Avventisti del Settimo giorno, ecc.
Molti albanesi, precedentemente atei o agnostici, si convertirono ad una delle numerose confessioni religiose.
Per quello che riguarda i cattolici, sotto l'influenza veneziana, i cattolici dell'Albania del Nord sono di rito romano. Nell'Albania meridionale vi era una tradizionale influenza del rito bizantino ed anche i cattolici seguono tale rito ed esiste una Amministrazione apostolica dell'Albania meridionale.
La figura di Madre Teresa, albanese della diaspora, ha un culto diffuso in tutto il mondo.
La Costituzione del 1998, all'articolo 10, afferma la laicità dello Stato e sancisce l'uguaglianza dei vari culti. Inoltre l'articolo 3 pone la coesistenza religiosa tra i principi fondanti dello Stato.

## Statistiche dei censimenti
Censimento 2011:
- Islam: 58,8%
  - Sunnismo: 56,7%
  - Bektashismo: 2,1%
- Cristianesimo: 16,7%
  - Cattolicesimo: 10%
  - Cristianesimo ortodosso: 6,7%
- Altre religioni: 0,2%
- Nessuna risposta: 13,8%
- Credenti senza religione: 5,5%
- Ateismo: 2,5%

Censimento 2023:
- Islam: 50,5%
  - Sunnismo: 45,7%
  - Bektashismo: 4,8%
- Cristianesimo: 15,6%
  - Cattolicesimo: 8,4%
  - Cristianesimo ortodosso: 7,2%
- Altre religioni: 0,5%
- Credenti senza religione: 19,4%
- Nessuna risposta: 10%
- Ateismo: 4%